# Mictomys
Mictomys – rodzaj gryzoni z podrodziny karczowników (Arvicolinae) w obrębie rodziny chomikowatych (Cricetidae).

## Rozmieszczenie geograficzne
Rodzaj obejmuje gatunki występujące w Ameryce Północnej (Kanada i Stany Zjednoczone).

## Morfologia
Długość ciała (bez ogona) 93–113 mm, długość ogona 17–27 mm; masa ciała 27–35 g.

## Systematyka
Rodzaj zdefiniował w 1894 roku amerykański biolog Frederick W. True w artykule poświęconym nowym północno-amerykańskim ssakom opublikowanym na łamach „Proceedings of the United States National Museum”. Gatunkiem typowym jest (oryginalne oznaczenie) moczarnik północny (S. borealis).

### Etymologia
Mictomys: gr. μικτος miktos ‘mieszany’, od μιγνυμι mignumi ‘mieszać’; μυς mus, μυος muos ‘mysz’. 

### Podział systematyczny
M. borealis zwykle umieszczany jest w rodzaju Synaptomys w randze podrodzaju, jednak analizy z 2023 roku wykazały że Mictomys jest odrębnym rodzajem; w takim ujęciu do rodzaju należą jeden występujący współcześnie gatunek umieszczany w podrodzaju Mictomys:
- Mictomys borealis (J. Richardson, 1828) – moczarnik północny

Opisano również gatunek wymarły z plejstocenu dzisiejszych Stanów Zjednoczonych o niejasnym pokrewieństwie w stosunku do M. borealis:
- Mictomys meltoni (Paulson, 1961)[9]